# Хокеј на трави
Хокеј на трави је екипни спорт са лоптом. Играју га две екипе са по 11 играча (10 и голман). Игра се може играти на природном травњаку, вештачком травњаку или синтетичком пољу, као и на унутрашњим поплочаним површинама. Играчи обично користе штапове направљене од дрвета, угљеничних влакана, стаклених влакана или комбинације угљених влакана и стаклопластике у различитим размерама (с тим што су штапови са више карбонских влакана скупљи и мање склони ломљењу) за ударање округле, тврде, пластичне хокејска лопте. Дужина хокејашког штапа је базирана на индивидуалној висини играча, врх штапа обично долази до кука играча, виши играчи обично имају дуже штапове. Штапови имају округлу страну и равну страну. Дозвољено је користити само равно лице штапа, ако се користи друга страна, то резултира прекршајем. Голмани често имају различиту врсту штапа, али могу да користе и обичан штап за хокеј на терену. Специфични голмански штапови имају још једно закривљење на крају штапа, да би им се обезбедила већа површина да сачувају лопту. Униформа се састоји од костобрана, ципела, шортса или сукње, штитника за зубе и мајице.
Данас, игра је глобално заступљена, углавном у деловима Западне Европе, Јужне Азије, Јужне Африке, Аустралије, Новог Зеланда, Аргентине и деловима Сједињених Држава (пре свега Нова Енглеска и средњоатлантске државе).

## Историја
Хокеј на трави се сматра једним од најстаријих спортова. Трагови овог спорта могу се наћи још пре 2500 година у Кини, Египту, Пакистану и Персији. Ипак, хокеј на трави у модерном облику каквог га данас знамо, потиче из Енглеске. У Лондону је 1861. године регистровано постојање мушког хокеј клуба Блекхит (Blackheat), већ 1886. године основано је Лондонско хокејашко удружење. Енглези су овај спорт донели у Индију, где је брзо стекао велику популарност, тако да су се прве међународне утакмице играле већ од 1895. године. До 1928. године хокеј на трави је постао у Индији национални спорт, па је те исте године на свом наступу на Олимпијским играма Индија освојила златну медаљу и дуги низ година задржала доминацију на међународним наступима.
Од 1971. године одржава се Светски куп у хокеју на трави. Жене су се бавиле овим спортом већ крајем 19. века, али тек од 1974. године се одржавају такмичења у овом спорту у женској конкуренцији у светском купу, а на Олимпијским играма од 1980. године.

## Игралиште

### Ознаке и димензије
Два тима од по 11 играча, играју на терену величине: 91 m дужине и 55 m ширине. Палица којом се лопта удара је дужине око 1 m, а тешка је од 340 до 790 грама.
Игралиште је подељено на два једнака дела. Подела је направљена попреко, тако да је свака половина дуга 40,7 метара. Та средишња линија је пуна линија.
Свака половина игралишта је опет подељена на пола, на 22,9 метара и означена је пуном линијом. Та линија се назива „линија 25 јарди“.
Циљ је постићи погодак, погодак је постигнут када се прогура лоптица, обима 23 cm кроз гол, који је следећих димензија: висина 2,14 метара, а ширина 3,66 метара.
Голови се налазе на супротним крајевима игралишта, на средини краће странице игралишта.
Око гола су уцртана два полукруга, а унутрашњи полукруг је означен пуном линијом. Полупречник је 14,63 метара од статива (не средине гола), и назива се шутачки полукруг (познат и као „Д“ — јер подсјећа на латинично D — и „лук“). Спољашњи полукруг је 5 јарди (4,572 метара) дужи од унутрашњег полукруга, и означен је испрекиданом линијом.
Тачка казненог ударца се налази 6,4 метара од гола.
На краћим страницама игралишта, 5 јарди од гола, са сваке стране се налази ознака за казнени ударац из корнера за екипу која је у фази одбране, а 10 јарди са сваке стране од гола се налази ознака за казнени ударац из корнера за екипу која је у фази напада.
На дужим страницама игралишта, 5 јарди од краја игралишта, на свакој половини се налази ознака за дуги ударац из угла за екипу која је у фази напада.

### Подлога
Традиционално се играло на травнатим игралиштима, по чему је и ова врста хокеја добила име, касније се све више прелазило на вештачке површине, односно на вештачке травњаке. Од 1970их, давала се предност игралиштима са вештачким травњацима „направљеним на песку“, јер су страховито убрзавали игру. Задњих година се више даје предност игралиштима чији су вештачки травњаци „направљени на води“, јер омогућавају још бржи пренос лопте него „пешчани“ вештачки травњаци. Затим, ту су и сигурносни разлози: „водени“ су мање абразивни и због тога се смањио степен повређивања играча. Ипак, ФИХ препоручује употребу нових, комбинованих врста подлога које захтевају мање наводњавање, чиме се смањује негативни еколошки учинак чисто „водених“ подлога које захтевају велике количине воде.